# Moa Boström Müssener
Moa Boström Müssener (Uppsala, 2 agosto 2001) è una sciatrice alpina svedese.

## Biografia
Attiva in gare FIS dal novembre del 2017, ha esordito in Coppa Europa il 30 novembre 2018 a Funäsdalen in slalom gigante e in Coppa del Mondo il 12 gennaio 2021 a Flachau in slalom speciale, in entrambi i casi senza completare la prova; sempre in slalom speciale ai Mondiali juniores di Bansko 2021 ha conquistato la medaglia d'argento e a quelli di Panorama 2022 la medaglia di bronzo. Il 28 novembre 2022 ha conquistato a Mayrhofen in slalom gigante il primo podio in Coppa Europa (3ª) e il giorno successivo nella medesima località la prima vittoria, in slalom speciale; non ha preso parte a rassegne olimpiche o iridate.

## Palmarès

### Mondiali juniores
- 2 medaglie:
  - 1 argento (slalom speciale a Bansko 2021)
  - 1 bronzo (slalom speciale a Panorama 2022)

### Coppa del Mondo
- Miglior piazzamento in classifica generale: 104ª nel 2023

### Coppa Europa
- Miglior piazzamento in classifica generale: 4ª nel 2023
- 6 podi:
  - 1 vittoria
  - 1 secondo posto
  - 4 terzi posti

#### Coppa Europa - vittorie
| Data             | Località  | Paese   | Specialità |
| ---------------- | --------- | ------- | ---------- |
| 29 novembre 2022 | Mayrhofen | Austria | SL         |

Legenda:

SL = slalom speciale

### South American Cup
- Miglior piazzamento in classifica generale: 15ª nel 2024
- 2 podi:
  - 1 vittoria
  - 1 terzo posto

#### South American Cup - vittorie
| Data              | Località     | Paese     | Specialità |
| ----------------- | ------------ | --------- | ---------- |
| 13 settembre 2023 | Cerro Castor | Argentina | SL         |

Legenda:

SL = slalom speciale

### Campionati svedesi
- 2 medaglie:
  - 1 oro (slalom speciale nel 2025)
  - 1 bronzo (slalom gigante nel 2023)